# Kaj je vedela Maisie
Kaj je vedela Maisie (v izvirniku What Maisie Knew) je roman angleškega pisatelja Henryja Jamesa, ki je izšel leta 1897.
Roman je Jamesova kritika dekadentnih višjih slojev angleške družbe poznega 19. stoletja. Prešuštvo, ljubosumje in posesivnost so opisani kot osnovni gonilni motivi višjih slojev takratne družbe. Nedolžne žrtve tovrstnega obnašanja pa so bili pogosto tudi otroci. Eden od uglednih kritikov, Paul Theroux, je o romanu zapisal, da spada med pisateljeve večje mojstrovine. Tudi Edmund Wilson je menil, da je knjiga tehnično izjemno dobro zasnovana, kritika takratne družbe pa podana izjemno objektivno. Ugodno kritiko romana je podal tudi F. R. Leavis, ki je knjigo označil za »perfektno«. Med vidnejšimi kritiki romana pa je bil Vladimir Nabokov, ki je knjigo označil kot »grozno«.

## Zgodba
Glavna oseba romana je Maisie Farange, ki se po ločitvi staršev znajde v situaciji, ki jo doživi mnogo otrok. Sodišče namreč določi skrbništvo obema staršema. Maisie tako pol leta živi pri enem in pol leta pri drugem staršu, ki preko nje bijeta osebni boj. Sebična mati Ida in ošabni oče Beale si jo, kot je zapisano, podajata kot »majhno operjeno žogico za badminton«. Starša kmalu najdeta nova partnerja, kar pa ju ne ustavi pri prešuštvovanju. James skozi roman prikaže, kako se Maisiejina zavest razvija iz preproste otroške začudenosti nad svetom do odraslega spoznanja o njegovi pokvarjenosti. Maisie se ob koncu romana znajde pred težko življenjsko odločitvijo in končno aktivno poseže v lastno usodo.

## Filmska adaptacija
Po knjigi so leta 2012 posneli film, katerega režiser je bil Scott McGehee, scenarij zanj pa je napisal David Siegel. V glavnih vlogah so nastopili Julianne Moore, Alexander Skarsgård in Onata Aprile.